# Градоначальники Праги

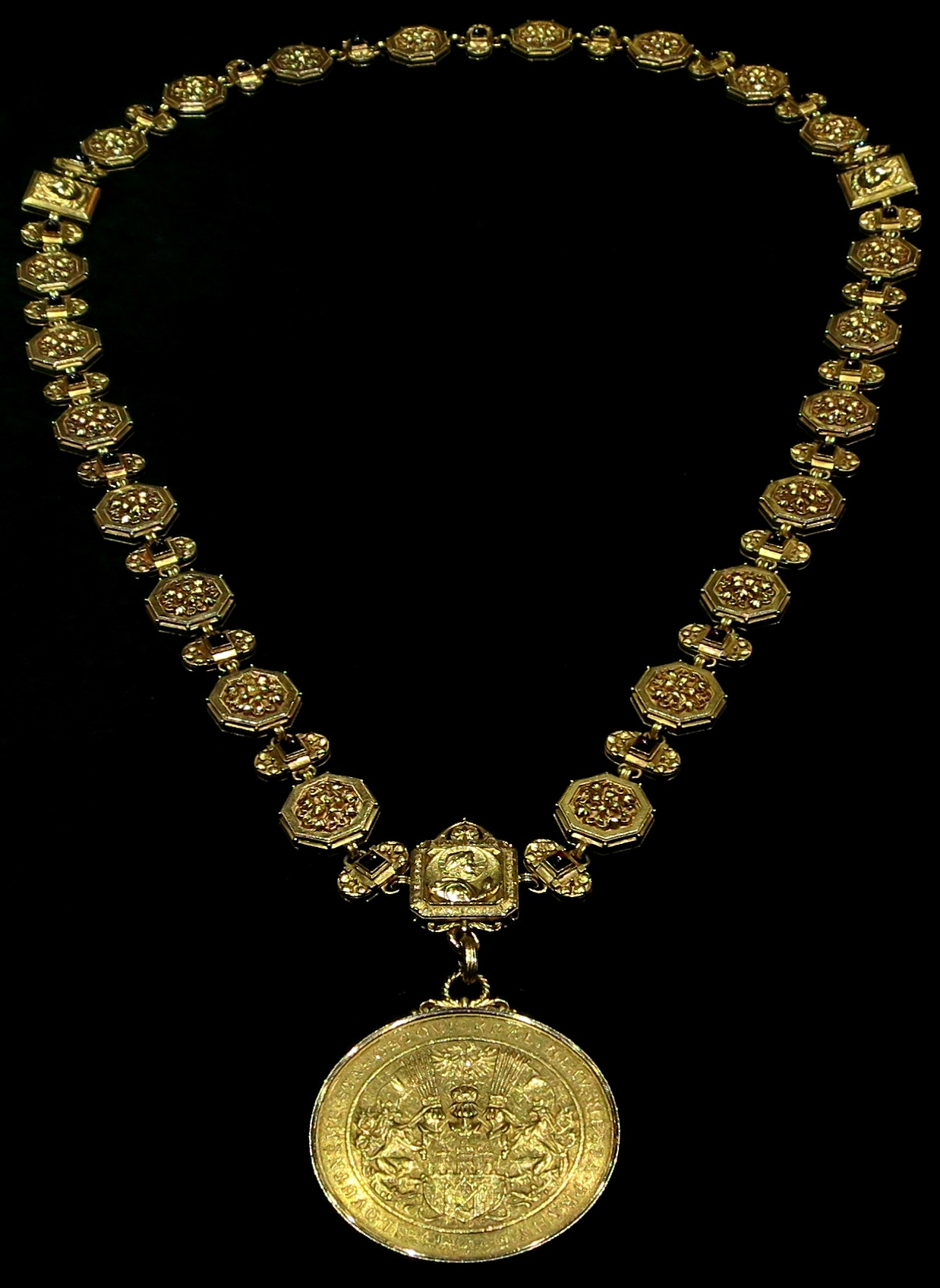
Цепь приматора Праги

Должность градоначальника Праги с момента её учреждения трижды меняла своё наименование: пуркмистр (1784—1882), староста (1882—1921) и приматор (с 1922 года).

## ПуркмистрыПраги
| Изображение | Имя и годы жизни                                                                 | Период правления                 |
| ----------- | -------------------------------------------------------------------------------- | -------------------------------- |
|             | Вацлав Ванька Václav Vaňka (3 ноября 1798 — 27 июля 1872)                        | 31 мая 1848 — апрель 1861        |
|             | Франтишек Вацлав Пштросс František Václav Pštross (14 марта 1823 — 12 июня 1863) | 11 апреля 1861 — 12 июня 1863    |
|             | Вацлав Бельский Václav Bělský (5 марта 1818 — 22 мая 1878)                       | июнь 1863 — 4 ноября 1867        |
|             | Карел Леопольд Клауди Karel Leopold Klaudy (30 декабря 1822 — 11 февраля 1894)   | 7 января 1868 — 23 сентября 1869 |
|             | Франтишек Дитрих František Dittrich (19 февраля 1801 — 21 октября 1875)          | 28 февраля 1870 — апрель 1873    |
|             | Йосеф Гулеш Josef Huleš (31 декабря 1813 — 11 февраля 1887)                      | 9 апреля 1873 — май 1876         |
|             | Эмилиан Скрамлик Emilián Skramlík (11 октября 1834 — 21 мая 1903)                | 12 июля 1876 — 31 августа 1882   |

## Старосты Праги
До 13 ноября 1918 года должность градоначальника Праги дословно называлась Староста королевской столицы Праги, а после провозглашения республики с 13 ноября 1918 года по 31 декабря 1921 года название должности дословно звучало как Староста столицы Праги.
| Изображение | Имя и годы жизни                                                     | Период правления                 | Партия                                          |
| ----------- | -------------------------------------------------------------------- | -------------------------------- | ----------------------------------------------- |
|             | Томаш Черни Tomáš Černý (18 августа 1840 — 22 февраля 1909)          | 1882 — 1885                      | Неизвестно                                      |
|             | Фердинанд Валиш Ferdinand Vališ (12 августа 1843 — 19 сентября 1887) | 1885 — 19 сентября 1887          | Неизвестно                                      |
|             | Йидржих Шольц Jindřich Šolc (12 сентября 1841 — 24 апреля 1916)      | 12 сентября 1887 — ноябрь 1893   | Национальная партия (Старочехи)                 |
|             | Ченек Грегор Čeněk Gregor (17 августа 1847 — 5 ноября 1917)          | 17 ноября 1893 — 12 декабря 1896 | Неизвестно                                      |
|             | Ян Подлипни Jan Podlipný (24 августа 1848 — 19 марта 1914)           | 2 января 1897 — 18 января 1900   | Национальная партия свободомыслящих (Младочехи) |
|             | Владимир Срб Vladimír Srb (19 июня 1856 — 11 мая 1916)               | 5 февраля 1900 — 10 февраля 1906 | Национальная партия (Старочехи)                 |
|             | Карел Грош Karel Groš (21 февраля 1865 — 12 октября 1938)            | 15 февраля 1906 — ноябрь 1918    | Национальная партия свободомыслящих (Младочехи) |
|             | Пршемысл Шамал (4 октября 1867 — 9 марта 1941)                       | 13 ноября 1918 — 15 июня 1919    | Национал-демократическая партия Чехословакии    |
|             | Карел Бакса (24 июня 1862 — 5 января 1938)                           | 15 июня 1919 — 31 декабря 1921   | Чешская национально-социальная партия (с 1911)  |

## ПриматорыПраги
Должность градоначальника Праги с 1 января 1922 года дословно называется Приматор столицы Праги (чеш. Primátor hlavního města Prahy).
| Изображение | Имя и годы жизни                                               | Период правления                      | Партия                                         |
| ----------- | -------------------------------------------------------------- | ------------------------------------- | ---------------------------------------------- |
|             | Карел Бакса (24 июня 1862 — 5 января 1938)                     | 1 января 1922 — 5 апреля 1937         | Чешская национально-социальная партия (с 1911) |
|             | Петр Зенкл (13 июня 1884 — 2/3 ноября 1975)                    | апрель 1937 — 24 февраля 1939         | Чешская национально-социальная партия          |
|             | Отакар Клапка Otakar Klapka (27 апреля 1891 — 4 октября 1941)  | февраль 1939 — 9 июля 1940            | Чешская национально-социальная партия          |
|             | Алоис Ржига Alois Říha (21 июля 1875 — 1 июля 1945)            | 11.07./26.08.1940 — май 1945          | Неизвестно                                     |
|             | Вацлав Вацек Václav Vacek (11 сентября 1877 — 18 января 1960)  | 5 мая 1945 — 7 августа 1945           | Коммунистическая партия Чехословакии (с 1921)  |
|             | Петр Зенкл (13 июня 1884 — 2/3 ноября 1975)                    | 27 августа 1945 — май 1946            | Чешская национально-социальная партия          |
|             | Вацлав Вацек Václav Vacek (11 сентября 1877 — 18 января 1960)  | 1 июля 1946 — 21 мая 1954             | Коммунистическая партия Чехословакии (с 1921)  |
|             | Адольф Свобода Adolf Svoboda (16 июня 1900 — 9 февраля 1969)   | 21 мая 1954 — июнь 1964               | Коммунистическая партия Чехословакии (с 1921)  |
|             | Лудвик Черни Ludvík Černý (16 августа 1920 — 12 сентября 2003) | 29 июня 1964 — сентябрь 1970          | Коммунистическая партия Чехословакии           |
|             | Зденек Зуска Zdeněk Zuska (27 апреля 1931 — 17 декабря 1982)   | 10 сентября 1970 — июнь 1981          | Коммунистическая партия Чехословакии           |
|             | Франтишек Штафа František Štafa (р. 31 марта 1932)             | 22 июня 1981 — 4 июля 1988            | Коммунистическая партия Чехословакии           |
|             | Зденек Горчик Zdeněk Horčík (р. 18 июля 1937)                  | 4 июля 1988 — 8 декабря 1989          | Коммунистическая партия Чехословакии           |
|             | Йосеф Гайек «Зимний король» Josef Hájek (р. 23 августа 1942)   | 8 декабря 1989 — 23 января 1990       | Неизвестно                                     |
|             | Ярослав Коржан Jaroslav Kořán (р. 17 января 1940)              | 1 февраля 1990 — 13 сентября 1991     | Гражданский форум                              |
|             | Милан Кондр Milan Kondr (р. 19 июля 1950)                      | 28 сентября 1991 — 13 мая 1993        | Гражданская демократическая партия             |
|             | Ян Коукал Jan Koukal (р. 29 июля 1951)                         | 13 мая 1993 — 26 ноября 1998          | Гражданская демократическая партия             |
|             | Ян Касл Jan Kasl (р. 31 декабря 1951)                          | 26 ноября 1998 — 28 мая 2002          | Гражданская демократическая партия             |
|             | Игорь Немец Igor Němec (р. 6 апреля 1959)                      | 15 июля 2002 — 28 ноября 2002         | Гражданская демократическая партия             |
|             | Павел Бем (р. 18 июля 1963)                                    | 28 ноября 2002 — 30 ноября 2010       | Гражданская демократическая партия             |
|             | Богуслав Свобода (р. 8 февраля 1944)                           | 30 ноября 2010 — 23 мая 2013          | Гражданская демократическая партия             |
|             | Томаш Гудечек (р. 10 мая 1979)                                 | 20 июня 2013 — 26 ноября 2014         | ТОП 09                                         |
|             | Адриана Крначова Adriana Krnáčová (р. 26 сентября 1960)        | 26 ноября 2014 — 15 ноября 2018       | Беспартийная за ANO 2011                       |
|             | Зденек Гржиб (р. 21 мая 1981)                                  | 15 ноября 2018 года — 16 февраля 2023 | Чешская пиратская партия                       |
|             | Богуслав Свобода (р. 8 февраля 1944)                           | с 16 февраля 2023                     | Гражданская демократическая партия             |